# Paul Fischer (Orgelbauer)
Paul Fischer († um 1655 in Stolp, Hinterpommern) war ein deutscher Orgelbauer in Rügenwalde in Pommern.

## Leben
Über Paul Fischers Person gibt es kaum Informationen. Er soll ein Onkel des Orgelbauers Michael Berigel und Stiefschwiegervater von Joachim Thiele gewesen sein. Beim Bau der Orgel für die Schlosskirche in Stolp soll er um 1655 gestorben sein.
Von seinen Arbeiten sind heute bekannt
- 1644: Danzig, St. Marien, Umbau der kleinen Orgel
- 1649: Stolp (Słupsk), St. Marien, Reparaturen
- 1654: Stolp (Słupsk), Schlosskirche St. Johannes, Neubau begonnen, dabei gestorben, 1657 von Michael Berigel beendet, mit III/P, 33, Prospekt erhalten – Orgel[3]